# Поглавица Устенако
Устенако (Ustanakwa, или Велика Глава, такође познат као Џадов Пријатељ), живео од око 1703. до 1780. Ратовао је под ратним именом које је раније добио, Utsidihi ("Човекоубица").